# Antonio Jasso
Antonio Jasso Álvarez (11 marzo 1935 – 26 giugno 2013) è stato un calciatore messicano, di ruolo attaccante.

## Carriera
Con la Nazionale messicana ha preso parte ai Mondiali 1962, ai quali la squadra si è fermata al primo turno.